# Willy Kracht
Willy Andrés Kracht Gajardo (Santiago, 24 de abril de 1979) es un ingeniero civil químico, académico y político chileno, miembro del Frente Amplio. Entre marzo de 2022 y agosto de 2023, fue subsecretario de Minería de su país bajo el gobierno del presidente Gabriel Boric

## Familia y estudios
Realizó sus estudios primarios y secundarios en el Instituto Nacional General José Miguel Carrera, prosiguiendo con superiores en la carrera de ingeniería civil química en la Universidad de Chile, egresando en 2004, y luego cursó un magíster en ciencias de la ingeniería, mención metalurgia extractiva en la misma casa de estudios. También, efectuó un doctorado en ingeniería de minas y materiales en la Universidad McGill de Canadá, egresando en 2008.
Está casado y es padre de dos hijas.

## Trayectoria profesional
Ha ejercido su profesión en el sector público y privado, vinculado al área de la minería. En 2005, comenzó a ejercer como profesor del Departamento de Ingeniería en Minas de la Universidad de Chile. Fue además, senador universitario en el periodo 2014-2018. Desde esa última fecha, ejerció como subdirector del Centro de Tecnología Avanzada para la Minería (AMTC) y como académico de dicho Departamento. También fungió como director del Centro de Estudios del Cobre y la Minería (Cesco) hasta 2022.

## Trayectoria política
Militante del Partido Socialista (PS) desde mediados de la década de 2010, renunció al partido durante las protestas de octubre de 2019. En septiembre de 2020, se integró junto a Marcelo Díaz y Fernando Atria —quienes también renunciaron al PS—, al movimiento Plataforma Socialista para posteriormente sumarse en mayo de 2021 al partido Convergencia Social (CS), en apoyo al líder de la colectividad Gabriel Boric, de cara a su candidatura presidencial en las primarias de Apruebo Dignidad de julio de ese año. Tras la victoria de este último en dichas primarias, se unió en calidad de vocero, al equipo minero de Boric, esta vez de cara a la elección presidencial de noviembre. En la instancia, abordó temas como el fortalecimiento de las empresas estatales Codelco y ENAMI, la discusión del Royalty Minero y la gestión del litio en el país.
En febrero de 2022 fue designado por el entonces presidente electo Gabriel Boric (luego de resultar vencedor en la segunda vuelta), como titular de la Subsecretaría de Minería del Ministerio homónimo, función que asumió el 11 de marzo de dicho año, con el inicio formal de la administración.